# فیلیپ تیه بو
فیلیپ تیه بو (زادهٔ ۱۹۵۵) دیپلمات اهل فرانسه، سفیر فرانسه در ایران بود.
فارغ‌التحصیل از دانشگاه علوم، او کار خود را از ۱۹۹۴ در سازمان ملل متحد آغاز کرد، بعد از آن به عنوان نماینده فرانسه در آژانس بین‌المللی انرژی اتمی فعالیت داشت. او پیش از این به عنوان مدیر روابط بین‌الملل کمیسیون اتمی منصوب شده بود، همچنین سفیر فرانسه در کره جنوبی را از سال ۲۰۰۵ تا ۲۰۰۹بوده‌است.